# 아리아바르타

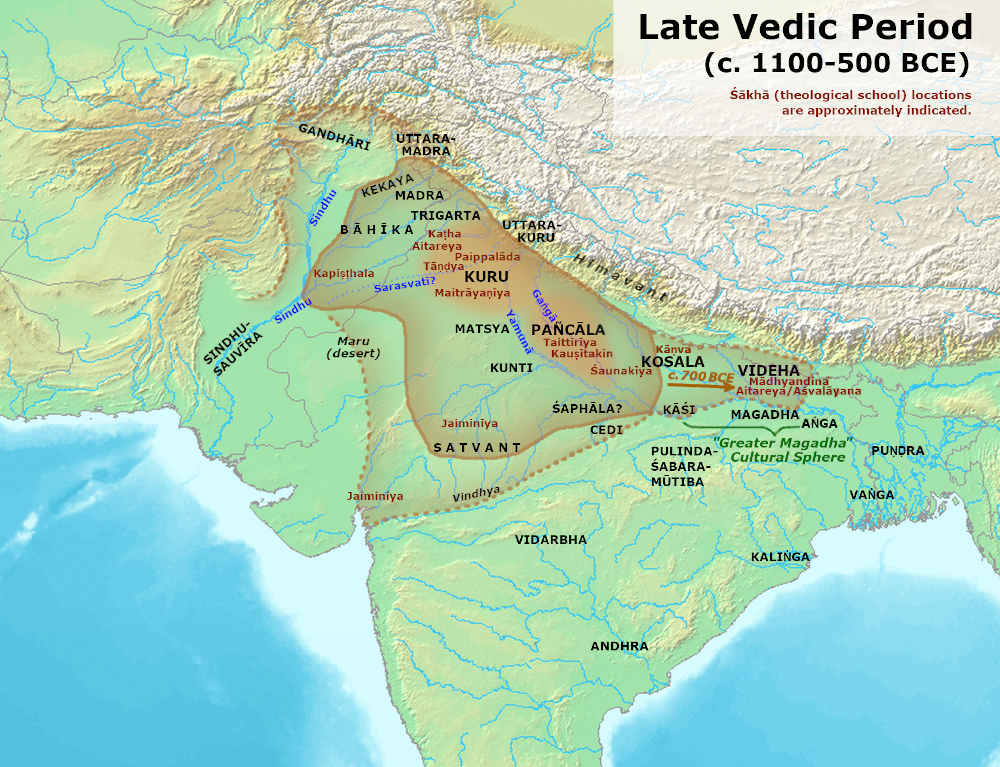
베다 후기(기원전 1100-500년경) 아리아바르타의 대략적인 범위. 아리아바르타는 인도 북서부와 갠지스강 서쪽 평야로 제한되었고, 동쪽의 대마가다에는 자이나교와 불교를 일으킨 비베다계 인도 아리아 인들이 거주했다.

Cemetery H, 후기 하라판, 황토색토기, 구리 비장 및 회문채색토기 유적지.

아리아바르타(산스크리트어: आर्यावर्त 아리야바르타, lit. "아리아인들의 땅", )는 다르마샤스트라나 수트라 같은 고대 힌두교 문헌에서 인도 아대륙 북부를 가리키는 용어로, 인도아리아인 부족들이 정착하고 인도아리아 종교와 의식이 지배적이었던 인도-갠지스 평원과 주변 지역을 지칭하는 말이다. 베다 시대 이후에 브라만교 이데올로기의 영향이 동쪽으로 퍼지면서 아리아바르타의 한계는 다양한 자료에 반영된 것처럼 시간이 지남에 따라 확장되었다.
10세기의 구르자라-프라티하라 황제들은 아리아바르타의 마하라자디라자라는 칭호를 사용했다.

## 지리적 경계

### 갠지스-야무나 도압

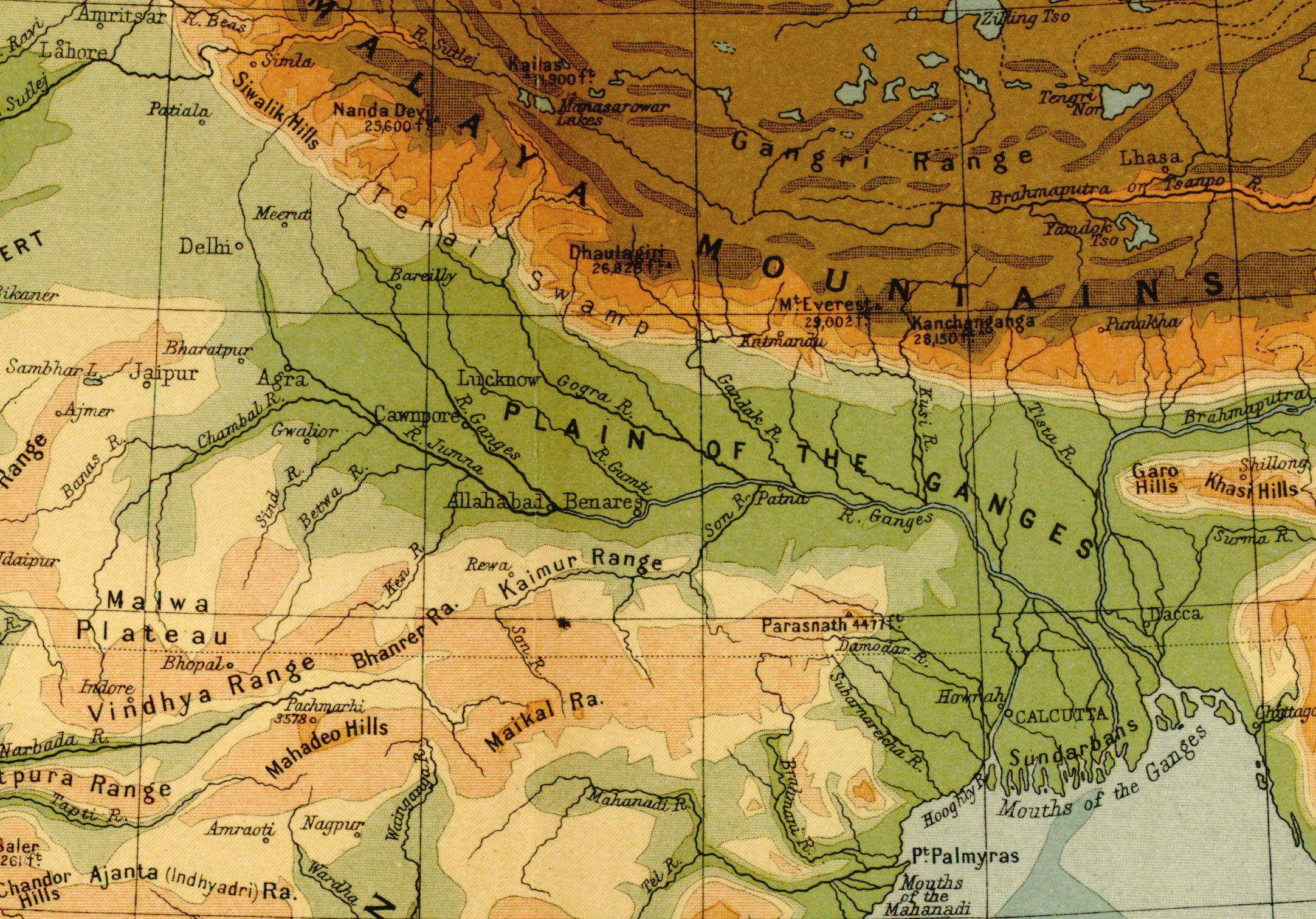
갠지스강의 코스; 갠지스-야무나 도압 녹지의 서쪽 부분.

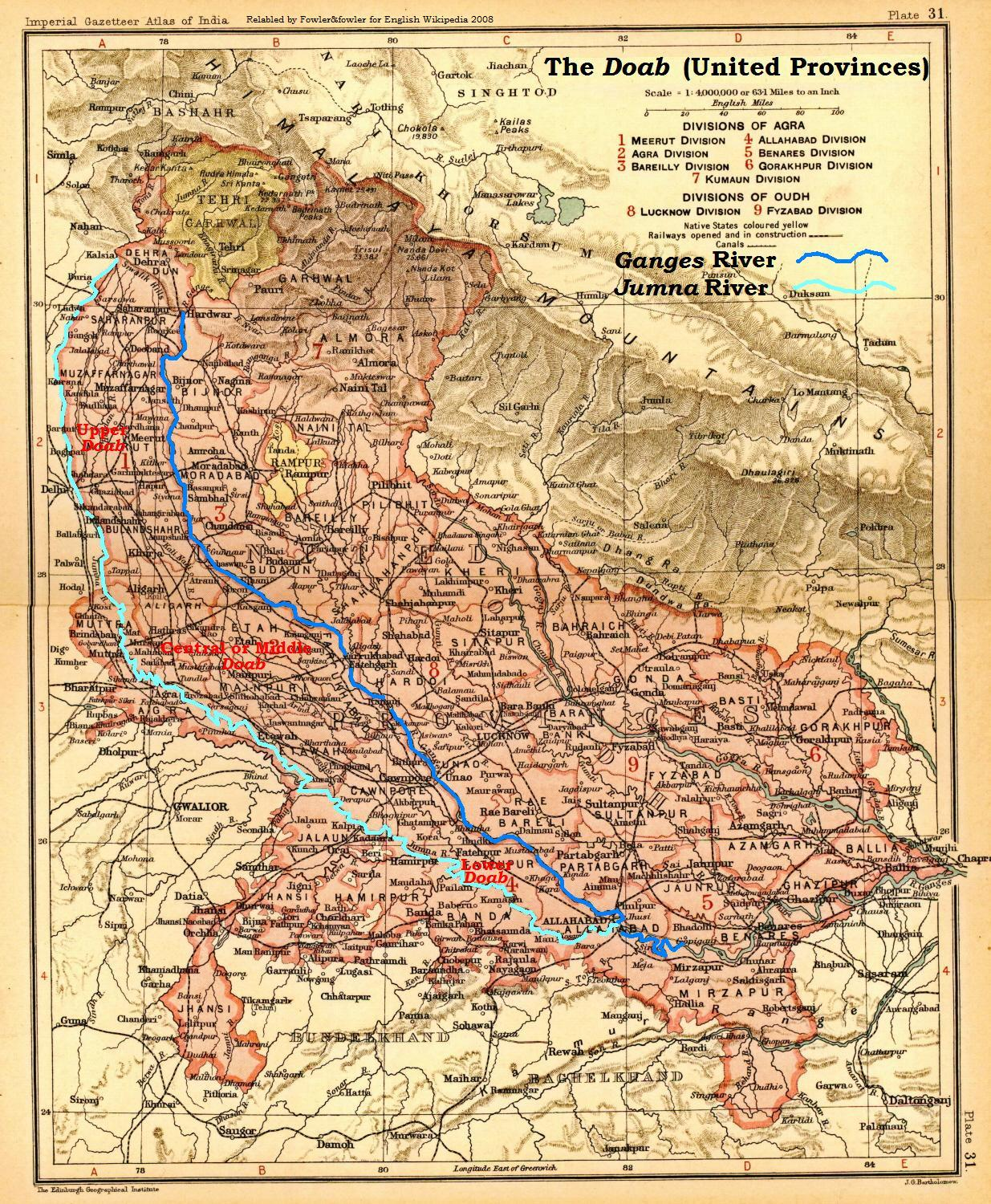
갠지스-야무나 도압.

바우다야나 다르마수트라(BDS) 1.1.2.10(기원전 8~6세기에 편찬된 것으로 추정)에서는 아리아바르타가 칼라카바나 서쪽, 아다르사나 동쪽, 히말라야 남쪽, 빈디야 북쪽에 있는 땅이라고 선언하지만, BDS 1.1.2.11에서는 아리아바르타가 갠지스-야무나의 도압에 국한되어 있다. BDS 1.1.2.13-15는 이 지역 밖의 사람들은 혼합된 기원을 가진 것으로 간주하므로 아리아인이 모방할 가치가 없다고 간주한다. 일부 경전에서는 아리아바르타의 경계를 넘은 사람들에게 속죄 행위를 권장한다. 바우다야나 스라우타수트라는 아리아바르타의 경계를 넘어 먼 곳으로 모험을 떠난 사람들에게 이것을 권장한다.
바시슈타 다르마수트라(기원전 500~300년경의 가장 오래된 경전) I.8-9와 12-13에 따르면 아리아바르타는 사막의 사라스바티강이 사라진 동쪽, 칼라카바나의 서쪽, 파리야트라산맥과 빈디아산맥의 북쪽, 히말라야의 남쪽에 위치해 있다.
파탄잘리의 『마하바샤』(기원전 2세기 중반)는 아리아바르타를 바시타 다르마수트라처럼 정의한다. 브론크호스트에 따르면, 그는 "서쪽의 타르 사막과 동쪽의 갠지강(강가)과 줌나강(야무나) 합류 지점 사이의 갠지스강 계획에 본질적으로 위치한다"고 설명한다.

### 바다에서 바다로
마누 법전(기원전 2세기에서 기원전 3세기 사이)(2.22)에서는 "동해(벵골만)에서 서해(아라비아해)에 이르는 히말라야와 빈디아 산맥 사이의 지대"를 아리아바르타로 지칭한다.
마나바 다르마사스트라(기원전 150~250년경)에 따르면 아리아바르타는 동쪽 바다에서 서쪽 바다까지 뻗어 있으며, 이는 브라만교 이념의 영향력이 커지고 있음을 반영한다.

### 인도 북서부의 손실
두 번째 도시화의 베다 이후 시대에는 브라만교가 쇠퇴했다. 도시가 성장하면서 시골 브라만들의 수입과 후원을 위협하고, 불교가 부상하고, 알렉산드로스 대왕의 인도 원정(기원전 327~325년), 마우리아 제국의 부상(기원전 322~185년), 사카의 침략과 인도 북서부 통치(기원전 2세기~4세기)로 인해 브라만교는 그 존재에 심각한 위협에 직면하게 되었다.
브라만교의 쇠퇴는 새로운 예배를 제공하고 동부 갠지스 평야의 비베다 인도-아리아 종교 유산과 지역 종교 전통을 통합하여 힌두교를 탄생시킴으로써 극복되었다.

## 기타 지역 명칭
이 문헌들은 또한 인도 아대륙의 다른 지역을 구체적으로 지칭하고 있다. 마누스므리티는 인도 북서부의 사라스바티강과 드리샤드와티강 사이의 지역으로 브라마바르타를 언급한다. 이 텍스트는 이 지역을 '선한' 사람들이 태어난 곳으로 정의하고 있으며, '선함'은 행동보다는 위치에 따라 달라진다고 설명한다. 이 지역의 정확한 위치와 규모는 학문적으로 불확실한 주제였다. 고고학자 브리짓과 레이몬드 올친 같은 일부 학자들은 브라마바르타가 아리아바르타 지역과 동의어라고 믿는다.
마디아데샤는 갠지스강과 야무나강 상류에서 프라야가의 두 강이 합류하는 지점까지 뻗어 있으며, 십육대국 시대에는 쿠루족과 판찰라족이 존재했던 지역이다. 힌두 신화에서 라마야나와 마하바라타의 두 서사시에서 언급된 신과 영웅들이 이곳에 살았기 때문에 이 지역 전체가 성지로 여겨진다.

## 같이 보기
- 바라타 칸다
- 인도의 역사

### 인용주
1. ↑  The Sanskrit word ā́rya (आर्य) was originally a cultural term designating those who spoke Vedic Sanskrit and adhered to Vedic cultural norms (including religious rituals and poetry), in contrast to an outsider, or an-ā́rya ('non-Arya').By the time of the Buddha (5th–4th century BCE), it took the meaning of 'noble'.

### 참조주
1. ↑  Bronkhorst 2007.
2. ↑  Samuel 2010.
3. 1 2 3  Bronkhorst 2011.
4. ↑  Scharfe, Hartmut (1989). 《Handbuch der Orientalistik: Indien》 (영어). BRILL. 12쪽. ISBN 9004090606.
5. ↑  André Wink (2002). 《Al-Hind: Early medieval India and the expansion of Islam, 7th-11th centuries》. BRILL. 284쪽. ISBN 978-0-391-04173-8.
6. ↑  Agarwal, Vishal: Is there Vedic evidence for the Indo-Aryan Immigration to India
7. ↑  Neelis 2010.
8. ↑  Gopal, Madan (1990).  K.S. Gautam, 편집. 《India through the ages》. Publication Division, Ministry of Information and Broadcasting, Government of India. 70쪽.
9. ↑  Michael Cook (2014), Ancient Religions, Modern Politics: The Islamic Case in Comparative Perspective, Princeton University Press, p.68: "Aryavarta [...] is defined by Manu as extending from the Himalayas in the north to the Vindhyas of Central India in the south and from the sea in the west to the sea in the east."
10. ↑  Michaels 2004.
11. ↑  Bronkhorst 2017.
12. 1 2  Bronkhorst 2016.
13. ↑  Bronkhorst 2015.
14. ↑  Killingley, Dermot (2007). 〈Mlecchas, Yavanas and Heathens: Interacting Xenologies in Early Nineteenth-Century Calcutta〉.   Franco, Eli; Preisendanz, Karin. 《Beyond Orientalism: The Work of Wilhelm Halbfass and Its Impact on Indian and Cross-cultural Studies》. Motilal Banarsidass. 125쪽. ISBN 978-8-12083-110-0.
15. ↑  Scharfe, Hartmut (1989). 《The State in Indian Tradition》. BRILL. 12쪽. ISBN 900-4-09060-6.
16. ↑  Allchin, Bridget; Allchin, Raymond (1982). 《The Rise of Civilization in India and Pakistan》. Cambridge University Press. 250쪽. ISBN 978-0-52128-550-6.
17. ↑  Mukhopadhyay, Mihir Mohan (1984). 《Sculptures of Ganga-Yamuna Valley》 (영어). Abhinav Publications. 5쪽. ISBN 9788170171898.
18. ↑  Singh, Pitam (2003). 《Women Legislators in Indian Politics》 (영어). Concept Publishing Company. 62쪽. ISBN 9788180690198.

### 웹 각주
1. ↑  Aryavarta, Monier Williams Sanskrit English Dictionary (1899)
2. ↑  Apte, Vaman Shivaram (1957). “Revised and Enlarged Edition of Prin. V. S. Apte's The Practical Sanskrit-English Dictionary”. 2018년 11월 1일에 확인함.[깨진 링크(과거 내용 찾기)]

## 추가 읽기
- Kane, Pandurang Vaman (1962). 《History of Dharmaśāstra: (ancient and mediaeval religious and civil law in India)》. Bhandarkar Oriental Research Institute.
- Neelis, Jason (2010년 11월 19일). 《Early Buddhist Transmission and Trade Networks: Mobility and Exchange Within and Beyond the Northwestern Borderlands of South Asia》. BRILL. ISBN 978-90-04-18159-5.